# Vice-président de la république orientale de l'Uruguay
Le vice-président de la république orientale de l'Uruguay (en espagnol : Vicepresidente de la República Oriental del Uruguay) est le second plus haut responsable politique de la branche exécutive du gouvernement de l'Uruguay, et le premier dans l'ordre de succession présidentielle. Il succède au président en cas d'absence de celui-ci.
L'actuelle vice-présidente de l'Uruguay est, depuis le 1er mars 2025, Carolina Cosse, membre du Front large.

## Rôle constitutionnel
Le vice-président est élu conjointement avec le président au scrutin uninominal majoritaire à deux tours. Ils sont élus dans la même candidature présentée par le parti respectif. Dans le cas où aucun candidat n'obtient la majorité absolue des voix, un second tour est organisé entre les deux premières majorités. Lors de ce vote, le candidat qui obtient la majorité absolue des voix l'emporte.
Pendant que le président est en fonction, le vice-président de l'Uruguay exerce la présidence du Sénat et de l'Assemblée générale.